# Кур (Морбијан)
Кур (фр. Cours) насеље је и општина у северозападној Француској у региону Бретања, у департману Морбијан која припада префектури Ван.
По подацима из 2011. године у општини је живело 582 становника, а густина насељености је износила 37,24 становника/km². Општина се простире на површини од 15,63 km². Налази се на средњој надморској висини од 87 метара (максималној 106 m, а минималној 27 m).

## Демографија
| 1962. | 1968. | 1975. | 1982. | 1990. | 1999. | 2011. |
| ----- | ----- | ----- | ----- | ----- | ----- | ----- |
| 386   | 421   | 400   | 378   | 351   | 401   | 582   |

График промене броја становника у току последњих година